# Cut Bank
Cut Bank ist eine Stadt in Montana, Vereinigte Staaten. Der Verwaltungssitz des Glacier Countys hat etwa 2900 Einwohner.
Der Name der Stadt verweist auf einen Prallhang (englisch Cut bank), den der Cut Bank Creek in der Nähe der Stadt geformt hat.

## Geografie

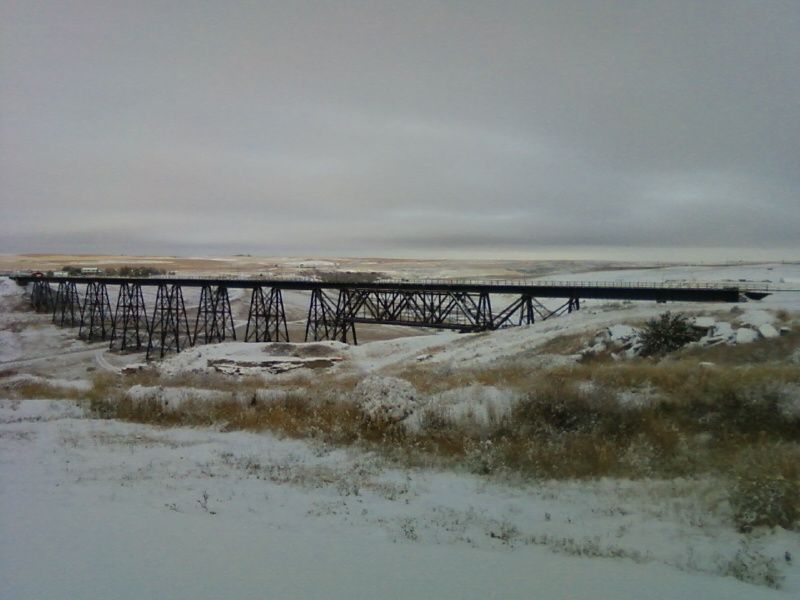
Eisenbahnbrücke bei Cut Bank

Cut Bank liegt im Nordwesten Montanas, ungefähr 48 km südlich der kanadischen Grenze. Das Stadtgebiet hat eine Größe von 2,56 km².
Etwas außerhalb des Ortes befindet sich eine Schlucht, durch die der Cut Bank Creek fließt. Dieser wird von einer Eisenbahnbrücke überspannt, die erhöht über den Bach führt.
2010 betrug die Einwohnerzahl 2.869.

### Infrastruktur
Cut Bank wird täglich von Amtraks Fernreisezug Empire Builder auf seiner Strecke von Chicago nach Seattle angefahren. Zuvor lag Cut Bank bereits am Streckennetz eines ebenfalls Empire Builder genannten Zuges von Amtraks Vorgänger, der Great Northern Railway.
Von den zwölf Amtrak-Stationen in Montana war Cut Banks im Finanzjahr 2010 die Zweitverkehrsrärmste mit durchschnittlich 9 ein- oder aussteigenden Personen täglich.
In Cut Bank befindet sich außerdem ein bedeutsamer Güterbahnhof der BNSF Railway, in dem drei Getreideheber Getreide aus den westlichen Great Plains sammeln.
Während Bahnhof, Bahnsteig und Parkplatz Amtrak gehören, besitzt die BNSF Railway die Gleise und die Signalanlagen.

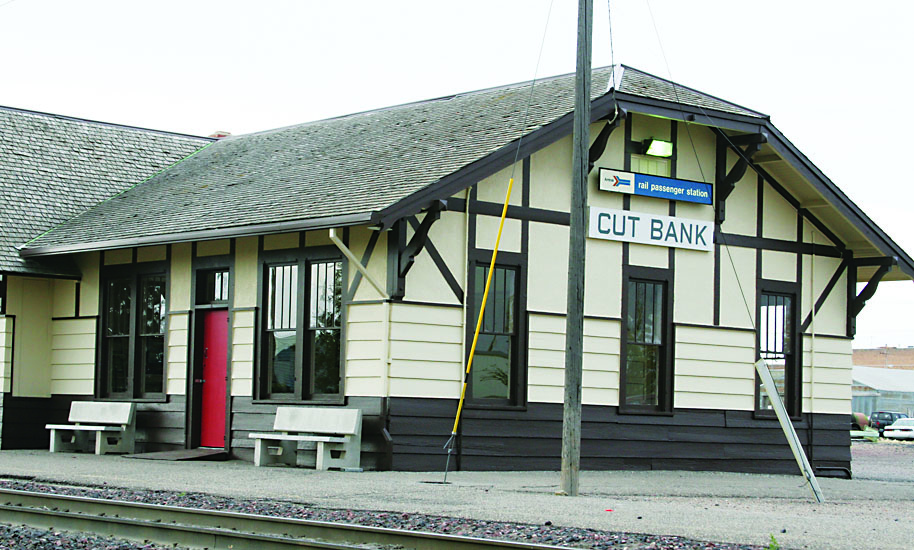
Cut Banks Bahnhof

In Verbindung mit Amtrak und der BNSF Railway wurde vor kurzer Zeit der historische Bahnhof von Cut Bank in traditionellen Farben neu gestrichen.
Daneben befindet sich 6 km südwestlich von Cut Bank der städtische Flughafen. Dieser wurde im Zweiten Weltkrieg für Übungen der Second Air Force genutzt und wird heute vor allem von der Allgemeinen Luftfahrt genutzt.
Cut Bank liegt am U.S. Highway 2, der in West-Ost-Richtung von Everett, Washington bis nach Houlton, Maine quer durch den Norden der USA führt.

### Klima
Durch das semiaride Klima sind die Winter in Wolf Point in der Regel kalt und trocken, die kurzen Sommer hingegen warm.
|                       | Jan   | Feb   | Mär  | Apr  | Mai  | Jun  | Jul  | Aug  | Sep  | Okt  | Nov   | Dez   |   |       |
| Mittl. Tagesmax. (°C) | 1,4   | 2,6   | 4,8  | 9,3  | 12,3 | 17,7 | 20,8 | 22,4 | 15,3 | 8,7  | 3,3   | 0,6   | ⌀ | 10    |
| Mittl. Tagesmin. (°C) | −16,3 | −12,8 | −5,4 | −1,6 | 6,8  | 11,6 | 13,0 | 13,1 | 7,3  | 3,6  | −12,2 | −16,2 | ⌀ | −0,7  |
|                       |       |       |      |      |      |      |      |      |      |      |       |       |   |       |
| Niederschlag (mm)     | 9,9   | 7,1   | 14,0 | 22,9 | 55,9 | 63,0 | 40,1 | 43,4 | 30,0 | 11,9 | 10,7  | 8,4   | Σ | 317,3 |

| −16,3 |

| −12,8 |

| −5,4 |

| −1,6 |

| 6,8 |

| 11,6 |

| 13,0 |

| 13,1 |

| 7,3 |

| 3,6 |

| −12,2 |

| −16,2 |

| −16,3 |

| −12,8 |

| −5,4 |

| −1,6 |

| 6,8 |

| 11,6 |

| 13,0 |

| 13,1 |

| 7,3 |

| 3,6 |

| −12,2 |

| −16,2 |

## Geschichte
Am 26. Juli 1806 lagerte Meriwether Lewis hier mit acht Blackfeet-Indianern. Das Treffen war anfangs fröhlich, ehe Lewis den Indianern verriet, dass die USA planten, alle Prärieindianer für die Jagd mit Schusswaffen auszustatten. Für die Blackfeet waren dies keine guten Nachrichten, weil sie bisher die Waffen durch Handel mit der Hudson’s Bay Company kontrolliert hatten. Daraufhin kam es zu einem Kampf, bei dem zwei Indianer getötet wurden.
In Cut Bank endete der fast 1.300 km lange Cherokee Trail, der in Fort Smith begann. in den 1850ern und 1860ern war er von Minenarbeitern der Cherokee gebaut worden, die aufgrund des Goldrausches nach Colorado, Wyoming und Kalifornien kommen wollten.

## Söhne und Töchter der Stadt
- Gerard Jones (* 1957), Schriftsteller und Comicbuchautor

## Referenzen in der Populärkultur
- Das letzte Lied auf dem Album Maverick von Hank Williams Jr. heißt Cut Bank Montana.
- 2014 erschien der in Cut Bank spielende Spielfilm Cut Bank – Kleine Morde unter Nachbarn unter Regie von Matt Shakman.